# Mauna Kea
Mauna Kea este un vulcan inactiv din N insuleli Hawaii, unul din cei cinci vulcani care formează insula Hawai'i. Pu'u Wekiu, unul din numeroasele conuri de pe platoul vârfului, este cel mai înalt punct din statul Hawaii la 4.207 m. În limba hawaiiană, mauna kea înseamnă "muntele alb", o referință la faptul că vârful său este acoperit de zăpadă în timpul iernii din emisfera nordică.

## Geografie

### Particularitate
Mauna Kea este cel mai înalt munte din lume, măsurat de la bază la vârf, deoarece baza sa se află pe fundul mării la aproximativ 6.000 m sub nivelul Oceanului Pacific, aducându-i înălțimea totală la 10.200 m.

## Galerie de imagini

Comparație a Olympus Mons de pe Marte cu masivele Everest și Mauna Kea de pe Hawaii (măsurate de la bază).